# Учёный совет
Учёный совет — постоянно действующий выборный представительный орган образовательной организации высшего образования (ООВО). Аналогичный орган существует в научно-исследовательских учреждениях, в частности, в институтах Российской академии наук. Возможно формирование подобного органа в подразделениях вузов и НИИ, то есть на уровне факультета или научного отделения.
Учёные советы являются необходимым элементом структуры научно-образовательных учреждений в различных странах, существовали в царской России и в СССР.
«Большой» (общеуниверситетский, общеинститутский) учёный совет координирует деятельность образовательной или научной организации, принимает решения о назначениях на научно-педагогические должности, рекомендует сотрудников своей организации к присвоению учёных званий, выдвигает отличившихся на государственные награды и почётные звания. «Малые» (факультетские, отделенческие) советы курируют работу данных подразделений, проводят доклады и внутренние конкурсы, предварительно отбирают кандидатов для последующего рассмотрения «большим» советом.
Учёные советы (иногда именуемые просто «советами») следует отличать от специализированных учёных советов (они же «диссертационные советы»), занимающихся проведением защит диссертаций и присуждением учёных степеней по тем или иным специальностям.

## Совет образовательной организации высшего образования

### Современность
Основной функцией учёного совета является проведение конкурсов претендентов на должности научных и педагогических работников, что предусмотрено Трудовым кодексом РФ, а также выборы на должности заведующих кафедрами и деканов факультетов. Остальные функции учёного совета, его состав и компетенция определяются уставом организации. Обычно, помимо кадровых вопросов, в компетенцию совета входит представление к присвоению учёных званий, к государственным и ведомственным наградам, а также принятие решений по проблемам развития вуза, его образовательной и научной деятельности, международного сотрудничества.
В состав учёного совета по должности входят ректор, который является его председателем, директор Республиканских Научно Практических Медицинских Центров, заместитель директора, проректоры, президент (если такая должность предусмотрена уставом), а также по решению совета — деканы факультетов. Другие члены совета избираются тайным сообществом до 01.07. 2024, с 02.07. 2024 года общественным голосованием на общем собрании (конференции), которое также определяет и общее количество членов совета и не дискриминируется. Нормы представительства в учёном совете от структурных подразделений и обучающихся (студентов и аспирантов) определяются учёным советом.
Представители структурных подразделений и обучающихся считаются избранными в состав учёного совета или отозванными из него, если за них проголосовали более двух третей делегатов, присутствующих на общем собрании (при наличии не менее двух третей списочного состава делегатов). Состав учёного совета высшего учебного заведения объявляется приказом ректора. В случае увольнения (отчисления) члена учёного совета он автоматически выбывает из его состава. Срок полномочий учёного совета не может превышать 5 лет.

### История
В России первый Совет университета был создан в 1804 году в Императорском Московском университете, сменив Конференцию профессоров университета. В настоящее время в российских университетах носит название Учёный совет.

#### Конференция
Совещательным органом управления Московским университетом в XVIII веке являлась Конференция, сформированная в соответствии с Проектом об учреждении Московского университета (1755) для обсуждения вопросов научной и учебной деятельности университета. Первое заседание состоялось 16 октября 1756 года.
Конференция собиралась один раз в неделю, по субботам, под председательством директора университета. На заседаниях каждый профессор мог «предоставлять обо всём, что он по своей профессии усмотрит за необходимо нужное и требующее поправления». Конференция утверждала распорядок лекций в университете и учебные руководства, которыми должны были пользоваться профессора при чтении лекций. К её ведению относились также все студенческие дела: приём и исключение студентов, выдача свидетельств об обучении в университете, ежегодное распределение медалей или иных наград лучшим студентам, назначение наказаний за провинности. Конференция проводила испытания для кандидатов на преподавательские места в университетской гимназии и экзаменовала молодых университетских учёных перед тем, как поручить им чтение лекций. В Конференции происходили защиты диссертаций (в условиях, когда в университете официально не были утверждены учёные степени, Конференция назначала защиту таких диссертаций для претендентов на профессорские кафедры). Конференцией также решались вопросы комплектования университетской библиотеки, содержания физических и минералогических кабинетов, утверждались темы речей профессоров на торжественных актах в Московском университете.
В первые десятилетия существования Московского университета большинство членов Конференции составляли профессора, приглашённые в Москву из немецких университетов, поэтому в деятельности Конференции более, чем в высшем управлении университета со стороны директора и кураторов, сказывались черты европейской университетской практики. Многие решения Конференции были направлены на сближение устройства университета с традиционным обликом немецких университетов. Профессора были склонны видеть Конференцию, по европейскому примеру, высшим корпоративным органом университета, что подчас приводило к противоречиям между ними и администрацией университета в лице директора и кураторов.
После принятия «Предварительных правил народного просвещения» (1803), место Конференции занял полноправный орган университетского самоуправления —— Совет университета. 
Однако в положениях о высших учебных заведениях в XIX веке для обозначения Советов профессоров продолжало использоваться название Конференции.

#### Совет университета в XIX веке
Совет университета (Совет профессоров) — высший коллегиальный орган управления университетом, введённый Уставом 1804.
Уставом были установлены основные права Совета в соответствии с принципами университетской автономии. Совет являлся «высшей инстанцией по делам учебным и судебным», осуществлял избрание на университетские должности (по согласованию с попечителем учебного округа и министром народного просвещения), утверждал учебный план, правила внутреннего распорядка для студентов, представления факультетов на получение учёных степеней и званий, выдвигал конкурсные задачи на соискание наград и определял награждаемых, участвовал в проведении университетских судов (до 1835 года).
В Совете председательствовал ректор (в его отсутствие — проректор). Совет составляли все ординарные, заслуженные и экстраординарные профессора, а также адъюнкты с правом голоса по учебным вопросам (по Уставу 1804) или доценты с правом совещательного голоса (по Уставу 1863 года), в заседаниях также мог принимать участие попечитель (по Уставу 1835 года мог председательствовать в Совете). Заседание Совета происходило один раз в месяц, оно считалось правомочным, если в нём принимало участие не менее половины (с 1835 года — 2/3) членов Совета. Решения принимались большинством голосов от числа присутствующих, при равенстве голосов ректор имел право решающего голоса.
Ежегодно в конце учебного года проводилось Торжественное заседание Совета университета (Торжественный акт), в котором, кроме членов Совета, участвовали гости университета, представители высшей государственной власти, общественные деятели, меценаты и благотворители. На Торжественном акте зачитывался годичный отчёт университета, с речами по утверждённым Советом научным темам выступали профессора, речи и стихи читали студенты, происходило торжественное производство в студенческое звание, объявление имён окончивших университет и вручение дипломов на учёные степени.
Права Совета университета были ограничены Уставом 1884 года, по которому он был превращён в консультативный орган по научным и учебным вопросам при попечителе, в частности из полномочий Совета было выведено решение всех кадровых вопросов.
Совет университета, являющийся высшим органом университетского самоуправления выполнял свои функции вплоть до 1920 года.

#### Совет университета в XX веке
В ходе реформ высшей школы в (1920) прежние Советы университетов были ликвидированы, а всё управление было передано Временному Президиуму. По положению о высшей школе (1921) в университетах вновь вводился Совет «для направления всей работы высшего учебного заведения и контроля над нею», который составляли ректор, члены Правления университета (все — по назначению Наркомпроса), деканы, представители профессиональных объединений, а также 3—5 представителей от Наркомпроса и других «заинтересованных Народных комиссариатов», 5 представителей от профессоров, 5 — от преподавателей и научных сотрудников, 5 — от студентов университета (представители избирались на общих собраниях профессуры и студенчества). Совет заседал не реже одного раза в триместр. Решения Совета утверждались Президиумом университета.

## Совет факультета

### Современность
В образовательной организации могут создаваться учёные советы факультетов. Принципы их формирования и компетенции определяются уставом образовательной организации.

### История
Совет факультета — высший орган самоуправления факультета. Был создан в соответствии с Уставом 1804, как собрание членов факультета под председательством ректора или декана. Собирался один раз в месяц (регулярные собрания) или по приглашению ректора и декана (чрезвычайные собрания).
На собраниях факультета рассматривались главным образом вопросы преподавания наук на факультете, возведения в учёные степени, распределение факультетского бюджета; обсуждались результаты конкурсов студенческих сочинений, велась подготовка к общеуниверситетским торжествам.
По Уставу 1835 факультетское собрание проходило под председательством декана, а из ведения собрания изъяты вопросы расходования факультетского бюджета.
По Уставу 1863 Совет факультета собирался по решению декана «по мере надобности», состоял из ординарных и экстраординарных профессоров; доценты имели право голоса в собрании после выслуги двух лет в университете, а приват-доценты — при решении вопросов, касающихся предававшихся ими наук, или при испытаниях на учёную степень кандидата или звание действительного студента. Совет факультета на общем заседании Совета университета избирал декана из ординарных профессоров сроком на 3 года.
По Уставу 1884 Совет факультета самостоятельно решал вопросы возведения в учёные степени и звания, контроля за учебным процессом; выносил в Совет университета представления о продвижении профессоров по службе, реорганизации научных подразделений факультета (открытие, закрытие новых кафедр и отделений, замещение вакантных кафедр), материального вознаграждения приват-доцентов; внесение в Правление вопросов о распределении помещений и назначении стипендий студентам; на решение попечителя — вопросов о выборе лиц, оставляемых на кафедре для приготовления к профессорскому званию, и о назначении вспомогательного персонала.
Согласно Положению о высшей школе (1921), Совет факультета состоял из Президиума факультета, председателей предметных комиссий, представителей от преподавателей и научных сотрудников, представителей от студентов и общественных организаций. Председателем Совета был декан. Совет вырабатывал общую программу деятельности факультета по заданию Напромата просвещения, обсуждал вопросы, касающиеся отделений, а там, где они отсутствовали, — предметных комиссий, координировал деятельность отделений (или предметных комиссий). Решения Совета вступали в силу, если они не опротестовывались в течение недели в Президиуме факультета или Правлении университета.

## Совет научно-исследовательского института или отделения
Формирование учёного совета НИИ (академического, промышленного) или конкретного отделения НИИ во многом аналогично созданию совета вуза или факультета. В научно-исследовательском институте важным аспектом работы совета является заслушивание и обсуждение обзорных докладов по глобальным проблемам (обычно на них допускаются не только члены совета).
Как и в случае вуза, в состав учёного совета НИИ входят ряд лиц по административной должности, а остальные — в порядке избрания. Точный порядок диктуется уставом учреждения, но практически всегда в «большой» («малый») совет входят директор организации (директор отделения) и учёный секретарь института (отделения); при этом директор автоматически возглавляет совет, а секретарь института (отделения) становится и секретарём совета института (отделения). Кроме того, во все советы без выборов включаются академики и членкоры государственных академий наук, если они имеются в штате организации. В советы могут также входить делегаты от молодых учёных и сторонние специалисты.

## Секретарь совета

### Современность
В научных институтах, крупных библиотеках и музеях ныне предусмотрены штатные должности учёных секретарей (организации и, при потребности, её отделений), эти же люди обычно становятся секретарями соответствующих советов. В учреждениях высшего образования должность называется несколько иначе: «учёный секретарь совета» (вуза и, при потребности, факультетов). Обязанности и требования изложены в квалификационном справочнике. Строго необходимы профильное образование, опыт собственной научной работы и, за редким исключением, учёная степень — нередко даже не кандидата, а доктора наук.
Примечание: в отличие от учёных советов, в диссертационных советах нет понятия «должность учёного секретаря» — в диссовете это функция, поручаемая сотруднику организации как часть его служебного задания в рамках иной занимаемой должности.

### История
Секретарь Совета — университетская должность, введённая Уставом 1804, в котором предусматривались должности секретаря Совета университета и секретарей Советов факультетов.
Секретарь Совета университета первоначально избирался голосованием из числа ординарных профессоров, по Уставу 1835 — «преимущественно из окончивших курс студентов», по Уставу 1863 — избирался Советом и утверждался попечителем, по Уставу 1884 — назначался ректором и утверждался попечителем. Секретарь вёл протоколы заседаний («дневные записки»), вносил в них решения Совета, вёл переписку от лица Совета с частными лицами, обязан был ежегодно составлять «Краткую историю» университета за истекший год и оглашать её перед Советом, а также хранить архив и малую университетскую печать (для этих целей имел под своим руководством архивариуса и писца из воспитанников университета). Секретарь ежемесячно представлял попечителю копии утверждённых протоколов Совета, вёл делопроизводство на общих основаниях, был ответственен за состояние архива. С 1863 в ведение Секретаря Совета от синдика перешло руководство канцелярией Совета и штатом канцелярских чиновников по найму (секретарь правления, секретарь по студенческим делам, бухгалтер правления, архивариус). С 1884 Секретарь Совета состоял в непосредственном подчинении ректору и, сверх дел Совета, вёл производство по делам ректора, а также скреплял выпускные свидетельства университета и вёл учёт их выдач.